# Tito Musidio Poliano
Tito Musidio Poliano  fue un senador romano activo durante el Principado, en época julio-claudia.

## Carrera pública
Fue el único miembro de la gens Musidia en alcanzar el consulado; ocupó este cargo con su colega Tito Axio en un año todavía por determinar al principio del reinado del emperador Claudio. Se conoce a Poliano a través de varias inscripciones encontradas en Roma.
La parte de su cursus honorum hasta su consulado se puede reconstruir a partir de la base de una estatua, aunque los cargos se encuentran enumerados sin seguir un orden lógico. El primer puesto habría sido en el decemviri stlitibus judicandis, uno de los cuatro colegios que constituían el vigintisexvirato; la pertenencia a uno de esos cuatro colegios era la antesala y un prerrequisito para acceder al senado romano. El siguiente sería el de cuestor y tras completar la magistratura tradicional republicana pasó a formar parte del senado, tras dos magistraturas republicanas tradicionales: tribuno de la plebe y pretor.
Los tres cargos que Poliano ocupó tras el de pretor se encuentran diseminados por la base de la estatua. Otra inscripción, ahora perdida, supuestamente les asigna el siguiente orden: curator viarum (encargado de la supervisión y el mantenimiento de un número de vías sin especificar); praefectus frumenti dandi (el prefecto encargado de dirigir el reparto de grano a la plebe de Roma); y gobernador de la provincia de la Gallia Narbonensis. A.L.F. Rivet fecha su gobierno de la Narbonensis en los años 34-37 EC. Le siguió el consulado de Poliano.
Se desconoce dato alguno sobre su vida tras el consulado, siendo la fecha de su muerte desconocida.